# Fancy Dan
Fancy Dan (Daniel Brito) es un personaje que aparece en los cómics estadounidenses publicados por Marvel Comics. Fue uno de los miembros fundadores de Enforcers, un grupo de supervillanos que se enfrentó por primera vez a Spider-Man en The Amazing Spider-Man # 10 (marzo de 1964).

## Historial de publicaciones
Fancy Dan apareció por primera vez en The Amazing Spider-Man # 10 (marzo de 1964), y fue creada por Stan Lee y Steve Ditko.
El personaje aparece posteriormente en The Amazing Spider-Man # 14 (julio de 1964), # 19 (diciembre de 1964), The Amazing Spider-Man Annual # 1 (1964), Marvel Team-Up # 39-40 (noviembre-diciembre de 1975), The Spectacular Spider-Man # 19-20 (junio-julio de 1978), Dazzler # 7-8 (octubre-septiembre de 1981), Tales of the Marvels: Inner Demons # 1 (1996), Marvel Knights Spider-Man HC vol. # 1 (2005), Guerra civil: Crímenes de guerra # 1 (febrero de 2007), Daredevil # 99-100 (septiembre-octubre de 2007), # 102-103 (enero-febrero de 2008), Amazing Spider-Girl # 16-18 marzo-mayo de 2008) y The Amazing Spider-Man # 562-563 (agosto de 2008).
Fancy Dan apareció como parte de la entrada "Enforcers" en el Manual Oficial de Marvel Universe Deluxe Edition # 4.

## Biografía del personaje ficticio
Daniel Brito nació en Brooklyn, Nueva York. Junto con Montana y Ox (Raymond Bloch), fue miembro fundador de Enforcers. Tiene un gran dominio del judo y el karate.
Fancy Dan y los Enforcers originales (Montana y Ox) hacen su primera aparición bajo el empleo del Big Man (Frederick Foswell). Durante este tiempo, tienen su primer encuentro con su némesis, Spider-Man, pero Spider-Man derrota al trío. 
Durante los próximos años, Fancy Dan y el equipo serían empleados por Lightmaster en uno de sus muchos esquemas, y nuevamente los puso en conflicto con Spider-Man con resultados similares. Luego prestarían sus servicios a Tech-Master en su plan de venganza contra Harry S. Osgood, solo para ser derrotado por Dazzler. Fancy Dan y el equipo también se enfrentarían a She-Hulk en un momento dado.
Después de la historia de Civil War, Fancy Dan y los otros dos Enforcers (Ox (Ronald Bloch) y Montana (Jackson W. Brice)) se unieron a la organización de Capucha. 
En la historia de Spider-Man: Brand New Day, los Enforcers son algunos de los muchos patrocinadores de supervillanos en el Bar sin nombre. Toman apuestas con una persona que se hace llamar "The Bookie" sobre si Spider-Man se presentará a la batalla contra "Basher", un villano desconocido que dice haber luchado contra Spider-Man. Spider-Man aparece para la confrontación, pero Fancy Dan es la primera en sospechar que algo está pasando. Afirma que el trasero de Spider-Man es demasiado grande y se burla rotundamente por mirar el trasero del hombre. Fancy Dan tiene razón cuando el verdadero Spider-Man aparece varios minutos después. Los Enforcers deciden vengarse de The Bookie, capturarlo. El padre de Bookie llama a Spider-Man para que lo ayude, y él acepta ayudar. Spider-Man vence a Fancy Dan y Montana. Fancy Dan se une al Kingpin en Shadowland mientras se convierte en su mano derecha.
Durante la historia de Civil War II, Fancy Dan fue visto como parte de los gansters de Black Cat. Estuvo involucrado en su atraco hasta que aparecieron los Vengadores. Fancy Dan, Black Cat, y el ex minion de Kingpin, Janus Jardeesh evadieron la captura.

## Poderes y habilidades
Fancy Dan es una hábil artista marcial y él es un experto en karate y judo.
También es un tirador experto en el que es bueno en la puntería y el lanzamiento de cuchillos.

## Otras versiones

### Tierra X
En el universo de la Tierra X, Fancy Dan había mutado a ser invisible a excepción de su bigote. Él y sus compañeros Ejecutores fueron contratados por el presidente Norman Osborn para actuar como su cuerpo de guardias. Sin embargo, resultaron ineficaces cuando el Cráneo llegó a Nueva York en un intento por hacerse cargo de los Estados Unidos. Fancy Dan y sus compañeros Enforcers fueron puestos bajo el control de Skull y el presidente Norman Osborn fue asesinado. El destino de Fancy Dan después de la derrota del Cráneo sigue sin revelarse.

### Marvel Noir
En la serie de Marvel Noir, Fancy Dan apareció en el primer número con el otro miembro de Enforcers y trabaja para el Duende. Lo mataron en el segundo número cuando una horda de arañas que venían de una estatua de araña, cubrieron todo su cuerpo y comenzaron a comerlo. Esto casualmente ayudó a mantener el calor fuera del Duende: la evidencia apunta a que Fancy Dan había disparado un incendio que mató a una niña pequeña.

### MC2
Se muestra que Fancy Dan aún está en el futuro de MC2. Dirige una empresa llamada Brito Imports, y Mindworm le envía información. Fancy Dan todavía tiene vínculos con pandillas, y está a cargo de las pandillas de Brooklyn.

### Ultimate Marvel
En Ultimate Marvel, la versión de Fancy Dan es Dan Crenshaw. Junto con los otros Enforcers, se lo muestra como un empleado de Kingpin que controla la mayor parte del crimen en Nueva York.

## En otros medios

### Televisión
- Fancy Dan aparece en la serie animada The Spectacular Spider-Man, con la voz de Phil LaMarr. Esta versión es un negro corto y ágil que realiza algunos impresionantes movimientos acrobáticos y de artes marciales, un miembro de Enforcers, y es la encarnación de la serie de "Ricochet". Introducido en el piloto "Survival of the Fittest", él y sus compañeros Enforcers (Montana y Ox) son contratados por el Big Man para eliminar a Spider-Man, pero, en lugar de eso, Spider-Man lo trama y lo deja para la policía en el techo del edificio después de una larga batalla. En el episodio "Group Therapy", Fancy Dan y Ox escapan de la prisión de Ryker con otros villanos. Fancy Dan y Ox escapan en el helicóptero de Hammerhead. En el episodio "Causa probable", Fancy Dan recibe su traje Ricochet que aumenta su energía cinética gracias al Tinkerer. Ricochet se une a Shocker y Ox como los New Enforcers, pero finalmente son derrotados por Spider-Man debido a la traición de Hammerhead. En el episodio "Opening Night", Fancy Dan y los otros reclusos son recapturados cuando un recluso suelta el gas para dormir en las celdas.
- Fancy Dan aparece en Ultimate Spider-Man: Web Warriors, con la voz de Steven Weber.[8] Aparece en el episodio "Pesadilla en las Fiestas" junto con Montana y Ox para luchar contra Spider-Man mientras los Enforcers roban un camión Oscorp.

### Videojuegos
- Fancy Dan fue mencionado en Spider-Man: Shattered Dimensions para golpear a Janice Foswell (la novia de Hammerhead), lo que resultó en que Hammerhead matara a Fancy Dan y lo tirara a un contenedor de basura.